# Saqqaata Tasia

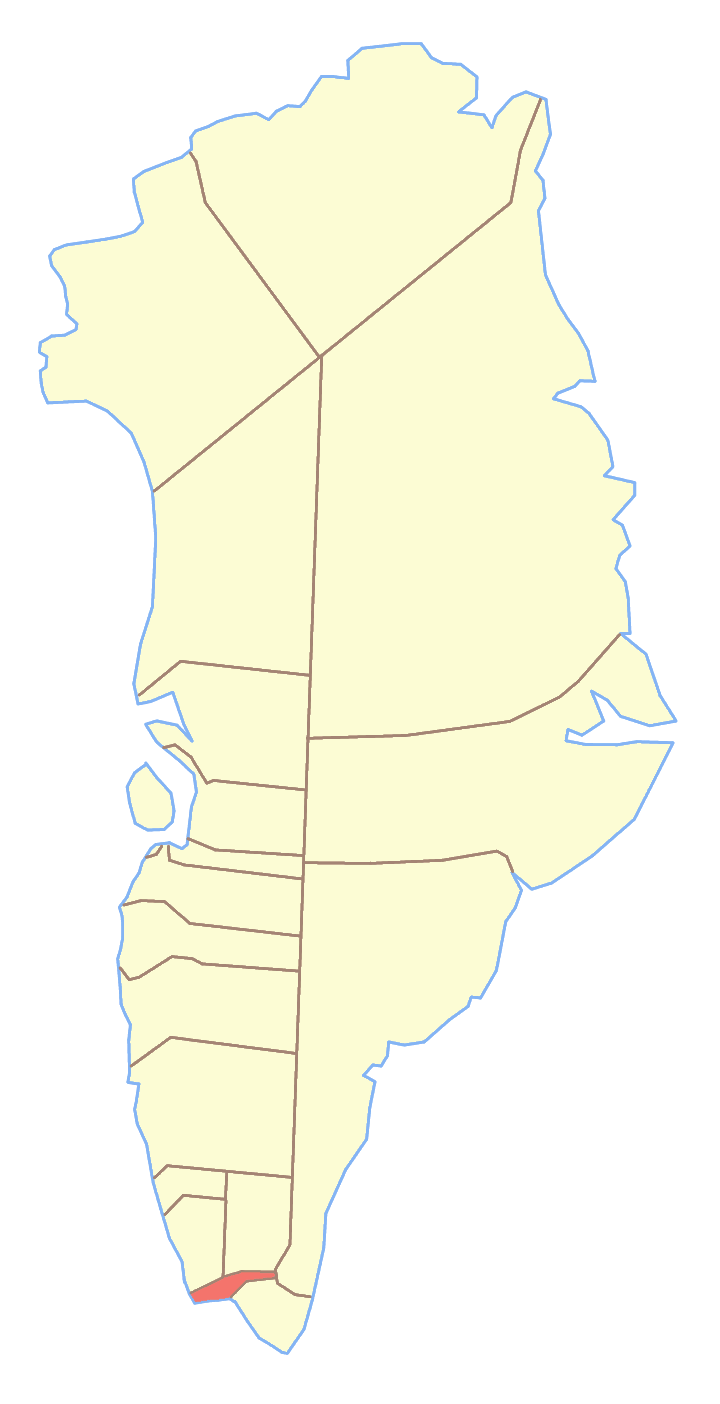
Ex comune di Qaqortoq, dove si trovava il Saqqaata Tasia

Il Saqqaata Tasia è un lago della Groenlandia. Si trova presso la costa del Mare del Labrador, a 20 m sul mare, a 60°51'N 45°24'O; appartiene al comune di Kujalleq.